# Ferrocarril Noroeste Argentino a La Rioja

## Historia
La ley 2186 del 15 de octubre de 1887 autoriza la construcción de un ferrocarril en ancho 1.676 desde Villa Mercedes en la provincia de San Luis (donde se enlaza con el Ferrocarril Andino) a la Rioja. Fue concedido a una empresa francesa, pero esta línea solo se construyó hasta Toma. Cinco años después, esta empresa que no continuó su construcción fue adquirida por el Ferrocarril Andino. En 1905, el Ferrocarril Andino prolonga la línea hasta Villa Dolores, en la provincia de Córdoba.

## Flota
(Locomotoras de Vapor)
| TIPO    | Cantidad ! | N° F.C.A.        | N° F.C.P. | Fabricante         | N° de fábrica | Año  |
| ------- | ---------- | ---------------- | --------- | ------------------ | ------------- | ---- |
| 0-6-0   | 1 a 2      | 6 (II) a 7 (II)  | 91 a 92   | Batignolles, Paris | 1201-1202     | 1889 |
| 0-6-0 T | 3 a 4      | .                | 185       | Batignolles, Paris | 1203 a 1204   | 1890 |
| 4-6-0   | 5 a 8      | 21 (II) a 24 (II | 14 a 17   | Batignolles, Paris | 1327-1330     | 1896 |